# 그로그
그로그(영어: grog)는 럼과 물이 섞인 일종의 칵테일이다.

## 유래
배를 탔던 서양의 옛 선원들은 오랫동안 항해를 하기 위해서 많은 양의 민물이 필요하였다. 바닷물을 끓여서 민물을 만드는 방법은 실용적이지 않는 이유로 민물이 담긴 큰 물통을 배에 실었다. 그러나 물통 속에 있었던 민물은 조류가 생겨서 민물이 끈적끈적 거렸다. 이렇게 보관하였던 흐르지 않는 물은 맥주나 와인을 첨가해서 물에 거부감이 없는 맛을 내었다. 그래서 이러한 술을 보관하였던 통이 많아졌고 물의 질이 악화되는 경우가 많았다. 이리하여 장기간의 항해가 흔해지면서 화물을 정리하는 일이 더욱 힘들어지면서 선원이 날마다 받는 일정량의 맥주가 늘어나기 시작하였다.
잉글랜드가 1655년에 자메이카를 정복한 이후부터 반 파인트 또는 2 질의 럼은 선원들이 마셨던 맥주나 브랜디를 서서히 대체하였다. 럼의 알코올 도수는 과거와 현재에 높았다. 이리하여 알코올 도수가 대체로 높은 럼을 그대로 마시는 선원들 중에 일부는 며칠 동안 받았던 럼 배급을 한꺼번에 마시는 경우가 생겼다. 문제가 많았던 이러한 럼의 소비 방식 때문에 많은 선원들이 건강상에 문제가 있었으며 술에 심하게 취해서 위에서 명령을 불복종하였던 사례가 많았다. 그 결과로 럼은 배에서 물과 함께 섞였다. 이렇게 해서 물과 섞인 럼은 덜 취하게 만들고 빠른 속도로 상할 수 있게 만든 결과로 선원들이 럼을 일부러 모으는 행동을 막았다. 럼 반 파인트와 물 한 쿼트 섞인 음료수가 각 선원에게 하루에 두 번 정오 이전과 일을 끝날 때 쯤에 나워주는 풍습이 1756년 영국 왕립해군에 명시화되어서 약 200년 동안 지속하였다. 즉 물과 럼의 비율은 4:1이었다.
라임이나 레몬과 같은 감귤류의 즙은 상한 물의 맛을 줄여서 물과 럼을 섞인 음료에 첨가하였다. 그 당시에 과학 지식의 부진으로 알 수 없었지만 비타민 C를 감귤즙을 소비하여 대표적으로 괴혈병과 같은 질병을 예방하였던 영국 왕립해군의 에드워드 버넌 중장의 선원들은 다른 해군의 선원들보다 훨씬 건강하였다. 해상에서 라임을 꾸준히 먹었던 풍습이 곧 미국인과 오스트레일리아인이 영국인을 부르는 별명인 라임리으로 오늘날에 영향을 주었다.
그로그라는 이름의 유래는 버넌 중장의 별명이였던 올드 그로그(Old Grog)에서 비롯된 가능성이 있다. 그로그는 버넌 중장이 자주 애용하였던 그로감 망토의 준말이었다. 미국방언학회의 스테픈 고란슨(Stephen Goranson)은 그로그라는 단어가 버넌 중장이 아직 살아있을 때인 1749년에 쓰였다고 입증하였다. 대니얼 디포를 연구하였던 어떤 전기 작가는 그로그라는 말을 1718년에 썼던 주장으로 올드 그로그에서 파생하였던 어원은 틀렸다고 주장하였다. 그러나 디포의 작품에서 생강이라는 단어를 잘못 인용된 실수였다고 이해한다.
선원들에게 그로그를 하루에 두 번씩 제공하는 관행은 미국의 대륙해군에 실행하였다. 또한 그 당시 미국 해군의 장관이었던 로버트 스미스는 수입이 필요하는 럼 대신에 호밀 위스키로 선원들에게 공급하는 실험을 실시하였다. 그렇게 해서 긍정적인 결과로 그는 럼 대신에 호밀 위스키로 완전히 대체하였다.

## 같이 보기
- 글뢰그